# Концептуальный альбом

Обложка Sgt. Pepper's Lonely Hearts Club Band группы The Beatles, одного из наиболее известных концептуальных альбомов

Концептуальный альбом (в музыке) — музыкальный альбом, в котором все представленные композиции объединены общей идеей: музыкальной, композиционной, повествовательной, текстуальной и т. д.
Все композиции и песни такого альбома являются частью единой сквозной темы или истории; такая тема или история именуется концепцией. Этим концептуальный альбом отличается от обычной практики издания альбомов, состоящих из нескольких разрозненных композиций или песен, написанных или выбранных для исполнения музыкантом или группой. Концептуальные альбомы выпускают музыканты любых направлений, но в особенности часто они встречается в прогрессивной музыке и метале с «эпическим» уклоном.

## Разновидности
Зачастую концептуальным называют альбом, композиции которого объединены по нечётким признакам, таким, как общее настроение, поэтому точное определение концептуальности бывает затруднительным.
Одной из разновидностей являются рок-оперы — музыкальные постановки с сюжетом и распределением ролей между музыкантами. Рок-оперы могут представлять собой как долговременные сценические представления (близко к понятию мюзикл), так и альбомы с сюжетом и участием приглашённых музыкантов. Примеры рок-опер, выпущенных как концептуальные альбомы, — все диски проектов Ayreon, Avantasia и Aina, цикл рок-опер «Эльфийская рукопись», альбомы Green Day «American Idiot» и «21st Century Breakdown».

## История
Первым в полной мере концептуальным альбомом считается «Pet Sounds» американской группы The Beach Boys (вышел в мае 1966 года). Его пример был использован The Beatles в подготовке своего альбома 1967 года «Sgt. Pepper's Lonely Hearts Club Band», ставшего одним из наиболее известных концептуальных альбомов.

### В прогрессивном роке

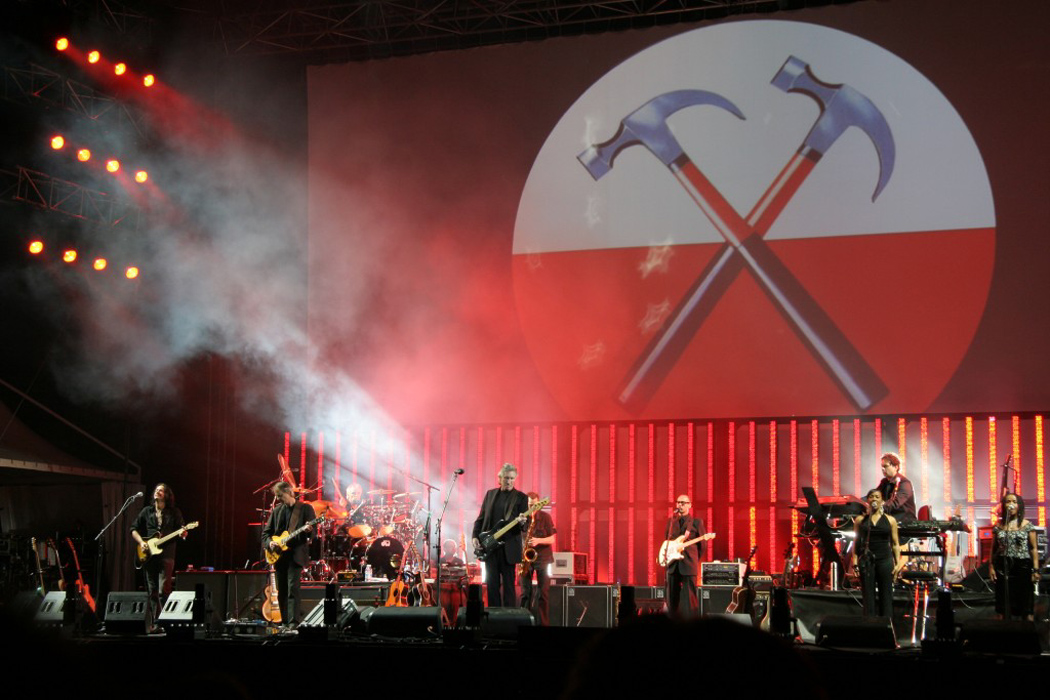
Знаменитые скрещённые молотки из «Стены»

Концептуальные альбомы вошли в моду получили в 1960-е и 1970-е годы в прогрессивном роке, арт-роке и психоделическом роке. В октябре 1967 года в свет вышла первая долгоиграющая пластинка британской группы «Nirvana» — The Story Of Simon Simopath. Этот концептуальный альбом, по сути, стал одним из первых образцов рок-оперы (другие образцы того же периода — S.F. Sorrow (1968) группы Pretty Things и Tommy (1969) группы The Who). В 1970-е концептуальные альбомы и рок-оперы получили развитие в творчестве таких исполнителей, как Pink Floyd (в частности знаменитый альбом The Wall, по которому был снят одноимённый фильм), Camel, Alan Parsons Project, Gentle Giant Дэвид Боуи, Нил Янг и др.
Многие из этих альбомов были посвящены научной фантастике, например,
Alan Parsons Project — I Robot по произведениям Айзека Азимова,
Дэвид Боуи — The Rise and Fall of Ziggy Stardust and the Spiders from Mars,
Electric Light Orchestra — Time,
Майк Олдфилд — The Songs of Distant Earth по роману Артура Кларка,
King Crimson — In the Court of the Crimson King,
Rush — 2112,
Рик Уэйкман — Journey to the Centre of the Earth по роману Жюля Верна,
Jefferson Starship — Blows Against the Empire.
Популярной темой было также фэнтези:
Бо Ханссон — Music Inspired by The Lord of the Rings по роману Джона Толкина,
Рик Уэйкман — The Myths and Legends of King Arthur and the Knights of the Round Table по британскому эпосу,
Hawkwind — Warrior on the Edge of Time по книгам Майкла Муркока, который сам писал тексты к альбому. В СССР прог-рок-группа «Високосное лето» записала магнитоальбом «Прометей прикованный» по греческой мифологии. Эти альбомы представляли собой истории в песнях или «саундтреки» к историям.
Другие группы посвящали концепции альбомов духовным поискам лирического героя, в частности Tales from Topographic Oceans группы Yes.
Существовали также альбомы, концепция которых была не сюжетной, а чисто музыкальной или стихотворной, например, In a Glass House группы Gentle Giant и Thick as a Brick группы Jethro Tull.

### В метале
Концептуальные альбомы широко распространены в метале. Ещё в 1980-е начал постоянно выпускать концептуальные альбомы King Diamond, почти каждый его альбом повествует об определённой хоррор-истории. Iron Maiden в 1988 году выпустили «Seventh Son of a Seventh Son», основанный на одноимённом фантастическом романе.
В 1990-е и 2000-е концептуальные альбомы стали очень распространены среди метал-групп, в особенности играющих пауэр и симфоник-метал, так как эти жанры близки к темам мифологии, фэнтези и фантастики. Примерами могут служить альбом Blind Guardian — «Nightfall in Middle-Earth», основанный на книге Джона Толкина «Сильмариллион», Therion — «Secret of the Runes» и Manowar — «Gods of War», основанные на сюжетах скандинавской мифологии. Группа Cradle of Filth выпустила целый ряд альбомов о мистических историях (Damnation and a Day, Midian, Godspeed on the Devil’s Thunder). Альбом Imaginaerum группы Nightwish представляет собой притчу, на основе которой был снят одноимённый фильм. Группа Эпидемия создала фэнтезийную рок-оперу «Эльфийская рукопись» и ряд её продолжений. Большинство альбомов группы Mechanical Poet тоже концептуальные и посвящены фантастическим темам.

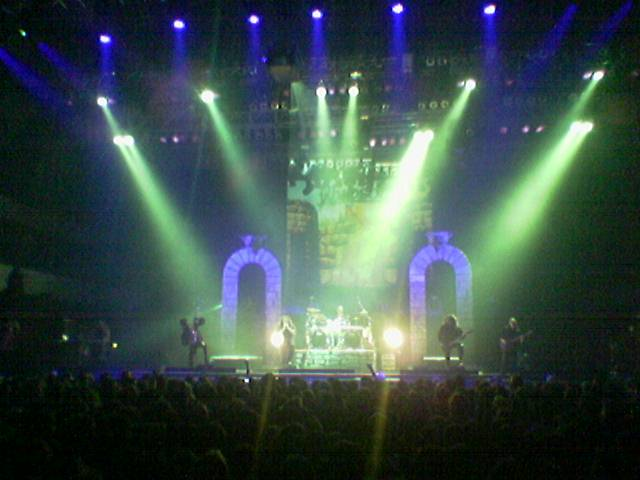
Большинство альбомов Rhapsody объединено сюжетом в стиле фэнтези, что подчёркивают и декорации на концертах группы

Немало и альбомов, основанных на реальной истории. Альбом Leaves Eyes «Vinland Saga» посвящён открытию Америки викингами, The Varangian Way группы Turisas — «пути из варяг в греки», а The Glorious Burden группы Iced Earth — знаменитым битвам. Группа Haggard записала альбомы, рассказывающие истории Нострадамуса (Awaking the Centuries) и Галилея (Eppur Si Muove), к истории Нострадамуса обращались и Judas Priest (альбом Nostradamus).
Целый ряд метал-групп полностью посвятил своё творчество какой-либо теме: Sabaton — военной истории, Rhapsody, Avantasia, Gloryhammer, Bal-Sagoth и Ayreon — своим фантастическим сюжетам, Battlelore и Summoning — книгам Толкина, Amorphis — финскому эпосу Калевала, Trans-Siberian Orchestra — рождественским притчам, Running Wild и Alestorm — пиратам. Помимо «концептуальных групп», возникли целые «концептуальные жанры», в частности викинг-метал.

### В других жанрах
За пределами метала и прогрессивного рока концептуальные альбомы встречаются несколько реже.
Ещё в советском роке 1980-х прослеживались попытки создавать альбомы с единой сюжетной линией или концепцией: это и Гусляр группы «Песняры», и первые альбомы Аквариума (в частности, Треугольник), и практически все альбомы групп «ДК», «Гражданская оборона» и «Коммунизм».
Есть целый ряд примеров таких альбомов в жанрах альтернативного рока и панк-рока. Например, в 1994 году вышел альбом Кащей Бессмертный группы «Сектор Газа» по мотивам русских сказок.
Альбом American Idiot группы Green Day называют «панк-оперой».
Альбомы The Black Parade и Danger Days: The True Lives of the Fabulous Killjoys группы My Chemical Romance тоже представляют собой сюжетные рок-оперы.
Концептуальные и полуконцептуальные альбомы встречаются и в электронной музыке.
Так, все альбомы проекта mind.in.a.box объединяет история в жанре киберпанк.
На альбоме Discovery проекта Daft Punk основан мультфильм «Интерстелла 5555».
Многие исполнители посвящают тот или иной альбом целиком одной теме — например, так постоянно делают Жан-Мишель Жарр (Oxygene, Rendez-Vous, Waiting for Cousteau) и Kraftwerk (Die Mensch-Maschine, Radio-Aktivität, Computerwelt). Все без исключения альбомы проекта Nox Arcana основаны на той или иной теме, обычно связанной с мистикой.
У рэпера Oxxxymiron альбом Горгород носит концептуальный характер, буквально являясь своеобразной аудиокнигой, повествующей об истории некоего Марка.

## Концептуальные альбомы и кино
Концептуальные альбомы и рок-оперы нередко становились основой фильмов. Это особенно было распространено в 1970-е в Британии, в эпоху расцвета рок-опер и прогрессивного рока.
| Год  | Группа            | Альбом                                | Фильм                                                |
| ---- | ----------------- | ------------------------------------- | ---------------------------------------------------- |
| 1967 | The Beatles       | Magical Mystery Tour                  | Волшебное таинственное путешествие                   |
| 1975 | The Who           | Tommy                                 | Томми                                                |
| 1978 | The Beatles       | Sgt. Pepper’s Lonely Hearts Club Band | Оркестр клуба одиноких сердец сержанта Пеппера       |
| 1979 | The Who           | Quadrophenia                          | Квадрофения                                          |
| 1981 | Kiss              | Music from “The Elder”                | Старший                                              |
| 1982 | Pink Floyd        | The Wall                              | Стена                                                |
| 1983 | Pink Floyd        | The Final Cut                         | Окончательный монтаж                                 |
| 2001 | Daft Punk         | Discovery                             | Интерстелла 5555: История секретной звёздной системы |
| 2012 | Nightwish         | Imaginaerum                           | Воображариум                                         |
| 2014 | Belle & Sebastian | God Help the Girl                     | Боже, помоги девушке                                 |

## Величайшие концептуальные альбомы по версииRolling Stone
В 2022 году американский журнал Rolling Stone выпустил список 50 величайших, по их мнению, концептуальных альбомов всех времён. Места с 1-го по 10-е заняли:
1. Кендрик Ламар — Good Kid, M.A.A.D City (2012)
2. Green Day — American Idiot (2004)
3. Pink Floyd — The Wall (1979)
4. Raekwon — Only Built 4 Cuban Linx…[англ.] (1995)
5. The Who — Tommy (1969)
6. Лиз Фэр — Exile In Guyville[англ.] (1993)
7. Rush — 2112 (1976)
8. My Chemical Romance — The Black Parade (2006)
9. Фрэнк Синатра — In the Wee Small Hours (1955)
10. Розалия — El mal querer[англ.] (2018)